# 东北大学灾害科学国际研究所
东北大学灾害科学国际研究所（日语： Tohoku Daigaku Saigai Kagaku Kokusai Kenkyu-jo，简称IRIDeS）是隶属東北大學的研究所，总部位于日本宫城县仙台市青叶区。该研究所为了减轻国内外的巨大灾害，以建立、发展解决社会具体问题的实践性防灾学为目标。该研究所下属5个部门和1个灾害统计中心，并在宫城县气仙沼市设有分所。

## 沿革
2000年11月，地震调查研究推进本部发布了关于宫城县近海将在30年内有99%的概率发生大地震的报告。以该报告为契机，日本东北大学开始了以与地区合作、文理融合的形式来组建研究团队的活动。该研究团队致力于以“实践性防灾学”研究灾害情报的模式、避难所的运营、回家困难者的问题和灾害发生时的宠物问题。2007年，东北大学防灾科学研究据点开始活动。该研究据点由东北大学东北亚研究中心主导事务，共由19个领域组成。
2011年3月11日，日本宫城县近海发生了日本近代地震观测史上规模最大的地震，即震级达到MW 9.0级的东北地方太平洋近海地震。该次地震及其引发的海啸共造成至少2万人死亡，并引发了国际核事件分级达到最高级（7级）的福岛第一核电站事故。为了针对东日本大震灾进行研究，有更多的教职员加入了东北大学防灾科学研究据点。该研究据点不仅开展了有关震灾的多方面调查和研究，还支援了受灾地的复兴。随后，东北大学以大幅度扩充防灾科学研究据点的形式，在2012年4月11日正式成立了灾害科学国际研究所。首任所长为平川新。在担任所长一职之前，他曾担任东北大学东北亚研究中心教授。
2013年10月，东北大学灾害科学国际研究所气仙沼市分馆竣工并投入使用，旨在加强区域合作体制。此外，该分馆还致力于为当地居民普及防灾知识、举办防灾训练、培养市民灾害时生存能力的活动等。2014年4月，东北大学大学院工学研究科教授今村文彦就任第2任所长。同年9月，位于东北大学青叶山新校区的灾害科学国际研究所建筑主体正式竣工，并在同年11月10日正式启用。

## 长期目标
东北大学灾害科学国际研究所通过加强与东日本大地震受灾地的合作，在为受灾地的复兴做出具体贡献的同时，以创建能够应对复杂化、多样化的自然灾害风险的社会为目标，致力于新的防灾减灾技术的开发。具体的长期目标共有4个，分别为阐明全球规模的自然灾害的发生原理和影响机制、基于东日本大地震的受灾情况和教训，重建防灾减灾技术、以灾区支援研究和历史的观点，对灾害周期和复兴再评价和提升城市的抗灾能力。

## 组织
东北大学灾害科学国际研究所下属5个部门和1个灾害统计中心。每个部门和中心还下辖若干个领域研究室和办公室。
- 灾害评价·降低研究部门
  - 海域地震学研究领域
  - 陆域地震学·火山学研究领域
  - 地震工学研究领域
  - 计算安全工学研究领域
  - 海啸工学研究领域
  - 灾害地球情报研究领域
  - 宇宙·海洋·宇宙灾害研究领域
  - 灾害对应机器人研究领域
- 灾害人文社会研究部门
  - 灾害文化保存研究领域
  - 历史文化遗产保护学领域
  - 认知科学研究领域
  - 国际灾害战略研究领域
  - 震害恢复计划研究领域
  - 空间设计战略研究领域
- 灾害医学研究部门
  - 灾害医疗国际合作学研究领域
  - 灾害医疗情报学领域
  - 灾害放射线医学领域
  - 灾害精神医学领域
  - 灾害妇产科领域
  - 灾害公共卫生学领域
  - 灾害感染症学领域
  - 灾害口腔科学领域
- 防灾实践推进部门
  - 防灾教育实践学领域
  - 防灾社会推进领域
  - 国际研究推进办公室
  - 2030国际防灾计划推进办公室
- 捐赠研究部门
  - 地震海啸风险评估（东京海上日动）捐赠研究部门
  - 都市直下地震灾害（应用地质）捐赠研究部门
- 灾害统计全球中心